# Reserva Florestal de Recreio de Santa Luzia

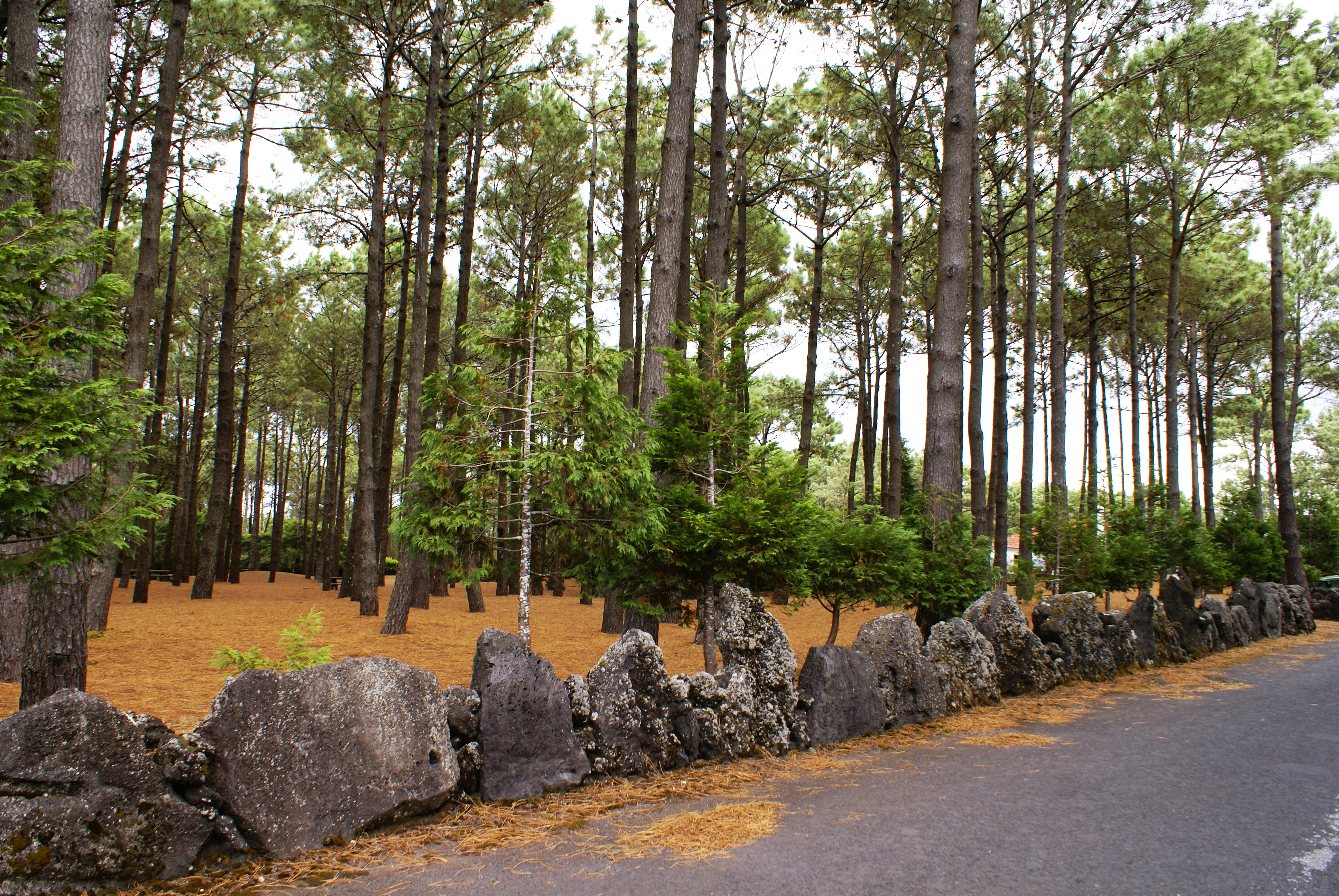
Parque Florestal de Recreio de Santa Luzia, floresta de pinheiros.

O Reserva Florestal de Recreio de Santa Luzia é um parque florestal português que se localiza na freguesia de Santa Luzia, concelho da São Roque do Pico. 
Este Parque Florestal oferece apreciáveis zonas arborizadas onde é possível observar várias espécies vegetais, tais como o Pinheiro-bravo (Pinus pinaster), de grande altura, ricos aglomerados da endémica Faia-da-Terra (Myrica faya) e Incenso (Pittosporum undulatum).
Além da Faia-da-Terra possui varias outras espécies de vegetação endémica das florestas da Laurissilva características da Macaronésia como é o caso de uma área botânica na qual se encontram expostos diversos exemplares de vegetação endémica dos Açores destacando-se a Urze (erica azorica), o Pau-branco (picconia azorica), o Sanguinho (frangula azorica) e o Louro-da-Terra (laurus azorica).